# キラーフィッシュ
『キラーフィッシュ』（Killer Fish）は、1978年のイタリア/ブラジル合作、妙に明るい動物パニック映画。別題『謎の人喰い魚群』または『恐怖の人食い魚群』。

## 概要
ブラジルのエメラルド鉱山からを盗み出した犯人たちは、盗み出した宝石を湖に沈める。ほとぼりが冷める二ヵ月後に引き上げようと約束して解散するが、裏切り者たちが次々湖に消えてゆく。計画の立案者が秘密裏に湖にピラニアを放っていたのだった。

## キャスト
| 役名             | 俳優                       | 日本語吹替 |
| ---------------- | -------------------------- | ---------- |
| ラスキー         | リー・メジャース           | 広川太一郎 |
| ガブリエル       | マーゴ・ヘミングウェイ     | 山田栄子   |
| ケイト           | カレン・ブラック           | 藤田淑子   |
| ポール・ディラー | ジェームズ・フランシスカス | 家弓家正   |
| アン             | マリサ・ベレンソン         | 横尾まり   |
| トム             | ゲイリー・コリンズ         | 納谷六朗   |
| オリー           | ロイ・ブロックスミス       | 神山卓三   |
| ウォーレン       | フランク・ペシ             | 石丸博也   |
| クインティン     | ファビオ・サバグ           | 藤本譲     |
| 警部             | ジョージ・チェゲス         | 上田敏也   |
| マックス         | アントニオ・デ・テッフェ   | 嶋俊介     |
| ハンス           | ダン・パストリーニ         | 玄田哲章   |
| ロイド           | チャールズ・グァルディアノ | 徳丸完     |
| ベン             | チコ・アラゴ               | 堀内賢雄   |

- その他の日本語吹替：伊井篤史／片岡富枝／西村知道／古田信幸／羽村京子／伊倉一恵／佐々木優子
- 1986年8月23日 フジテレビ「ゴールデン洋画劇場 謎の人喰い魚群」TV初放送。